# Congregacionalismo no Brasil
O Congregacionalismo surge no Brasil a partir de duas raízes distintas. A primeira está associada ao trabalho missionário realizado no Brasil pelo médico-missionário escocês Robert Reid Kalley. Desse trabalho surgiram as atuais União das Igrejas Evangélicas Congregacionais do Brasil e a Aliança das Igrejas Evangélicas Congregacionais do Brasil, entre outros grupos. A segunda raiz está ligada à imigração de alemães pietistas para o Sul do Brasil, os quais formaram a denominação conhecida como Igreja Evangélica Congregacional do Brasil

## O Congregacionalismo brasileiro
O Congregacionalismo brasileiro não tem suas origens históricas no Congregacionalismo britânico ou norte-americano, mas sim no trabalho missionário indenominacional realizado pelo médico-missionário escocês, membro da Igreja Livre da Escócia, Robert Reid Kalley e sua esposa Sarah Poulton Kalley, membro da Igreja Congregacional em Torqway, Inglaterra, que chegaram ao Brasil em 1855. Eles começaram um trabalho de evangelização e mais tarde fundaram, no Rio de Janeiro, a Igreja Evangélica Fluminense. No Recife foi fundada a Igreja Evangélica Pernambucana, a também foi estabelecida uma congregação em Niterói (1863, atual 1ª Igreja Evangélica e Congregacional de Niterói). Todas essas igrejas eram apenas igrejas evangélicas brasileiras, sem nenhum vínculo denominacional com igrejas no exterior.
Apesar de ter sido batizado na Igreja Livre da Escócia (de governo presbiteriano), Kalley não possuía vínculos com nenhuma denominação. Em certa ocasião Kalley escreveu: "não sou presbiteriano e nem estou em contato com qualquer tipo de igreja – sou irmão de qualquer cristão independente de sua denominação". Neste ponto, suas crenças eram bem parecidas com a dos Irmãos de Plymouth (Casa de Oração), que, no Brasil, teve origem na mesma Igreja Evangélica Fluminense. Em outros pontos, como atestado pelo Dr. Kalley no folheto "Darbismo", ele discordava dos Irmãos de Plymouth, por exemplo quanto ao Dispensacionalismo, doutrina a qual se opunha radicalmente.
Ao estabelecer igrejas no Brasil, Kalley se afastou da tradição presbiteriana, rígida em matéria de organização eclesiástica, e introduziu, quanto à forma de governo, uma estrutura congregacionalista, onde cada igreja local é independente e autônoma.
Além disso, Kalley deixou também a prática do batismo infantil, que é realizado tanto por presbiterianos quanto por muitos congregacionais. Acerca do batismo infantil, Kalley escreveu: “As condições essenciais para o batismo eram duas: a) entender claramente a mensagem; b) de coração aberto, aceitá-la. Fé em exercício e alegria inteligente eram os pré-requisitos deste rito cristão – totalmente nulos nos recém-nascidos". Essa rejeição ao batismo infantil distanciava as igrejas que Kalley fundara de serem classificadas tanto de presbiterianas como de congregacionais. Por isso, algumas pessoas identificaram tais igrejas como batistas. Quando o missionário William Bowers foi enviado ao Recife para pastorear a Igreja Evangélica Pernambucana, por um equívoco foi divulgado que ele estava sendo ordenado para o pastorado de uma igreja batista. Acerca disso Kalley se pronunciou e escreveu enfaticamente demonstrando sua desaprovação:
 Desde o início o nome da igreja tem sido, 'Igreja Evangélica', e ela é filha da Igreja Evangélica do Rio, e nenhuma das duas têm sido igrejas batistas… Eu não sou batista; não tenho nada a ver com diferenças denominacionais… Eu sabia que ele [Bowers] foi batizado como crente e que se opõe ao batismo de crianças. Eu sabia que ele não considera a imersão como essencial ao batismo cristão em água, e me dispus a conduzi-lo ao pastorado da igreja sem nenhuma inovação, e fiquei feliz por poder ajudá-lo a ir e trabalhar como ministro cristão (como eu sempre tenho sido), sem restrições denominacionais
Era dessa forma que Kalley definia a si mesmo: um ministro cristão, sem restrições denominacionais. Ainda acerca da Igreja Evangélica Pernambucana, Kalley escreveu em outra ocasião:
"A Igreja Evangélica Pernambucana não pertence a nenhuma denominação estrangeira; não é presbiteriana porque esta considera válido o batismo romano e pratica o batismo de crianças; aproxima-se mais da denominação batista, mas prefere ter a liberdade de admitir à comunhão qualquer crente fiel e obediente ao Senhor… É, pois, uma igreja evangélica brasileira".
Kalley voltou para a Escócia em 10 de julho de 1876. Foi sucedido por João Manoel Gonçalves dos Santos no pastorado da Igreja Evangélica Fluminense e elaborou uma súmula doutrinária composta por 28 artigos conhecida como "Breve Exposição das Doutrinas Fundamentais do Cristianismo", documento cujo propósito era o de ser o que seu próprio nome expressa: breve e fundamental. O próprio Kalley afirmou: "A Breve Exposição não contém todo o ensino apostólico, mas somente as doutrinas fundamentais do Cristianismo, sobre as quais todos os crentes devem ter um conhecimento claro e inteligente, para, na frase do apóstolo S. Pedro (I Pe 3:15), estardes aparelhados para responder a todo o que vos pedir razão daquela esperança que há em vós"
Como salienta Joyce Every-Clayton, a "ênfase na importância das doutrinas essenciais do Cristianismo sempre foi típica de Kalley"'. E o historiador presbiteriano Alderi Souza de Matos destaca: "A teologia de Kalley pode ser descrita como um tipo de evangelicalismo amplo". Quanto à Breve Exposição, o mesmo autor afirma: "a maior parte dos artigos poderiam ser aceitos por qualquer evangélico, reformado ou não. Os elementos específicos do calvinismo, tais como a soberania de Deus, a eleição divina e a perseverança dos santos, não são enfatizados".
Kalley havia pensado sobre a formação de uma associação de igrejas em torno da aceitação da Breve Exposição. Para James Fanstone, pastor da igreja Pernambucana, a Breve Exposição era base para o trabalho dos pastores das igrejas kalleyanas: "Nossas igrejas e congregações precisam de pastores, e não somente de evangelistas - pastores que trabalharão tendo como base a Breve Exposição - homens que tentarão desenvolver o trabalho seguindo a mesma linha das igrejas kalleyanas no Rio e em Pernambuco".
Foi somente em 1913, que as Igrejas originadas do trabalho de Kalley se agruparam na União de Igrejas Evangélicas Indenominacionais do Brasil, que mais tarde, depois de várias mudanças de nome, seria chamada de  União das Igrejas Evangélicas Congregacionais do Brasil (UIECB). O termo "Congregacional" foi adotado por essas igrejas (apesar da resistência inicial) para designar o regime de governo pelo qual são regidas, e não para indicar suas origens históricas, uma vez que essas igrejas são fruto de um trabalho indenominacional, sem nenhuma relação com as Igrejas Congregacionais Britânica ou Norte-Americana. A resistência quanto à designação "Congregacional" se expressa nas sucessivas mudanças de nome da instituição entre 1913 até 1942, que em certos momentos buscava mostrar que se tratavam apenas de Igrejas Evangélicas (como em 1913, 1919 e 1941), ou até Congregacionais Independentes (1923), sem vínculos com o Congregacionalismo europeu ou norte-americano:
1913- União das Igrejas Evangélica Indenominacionais
1916- Aliança das Igrejas Evangélicas Congregacionais Brasileiras e Portuguesas
1919- União das Igrejas Evangélicas Que Aceitam os 28 Artigos da Breve Exposição das Doutrinas Fundamentais do Cristianismo
1921- União das Igrejas Evangélicas Congregacionais do Brasil e Portugal
1923- União das Igrejas Evangélicas Congregacionais Independentes
1924- União Evangélica Congregacional Brasileira
1934- Federação Evangélica Congregacional do Brasil e Portugal
1934- União Evangélica Congregacional do Brasil e Portugal
1941- União de Igrejas Evangélicas do Brasil
1942- União das Igrejas Evangélicas Congregacionais e Cristãs do Brasil
Sobre a obra Congregacional no Brasil, Erasmo Braga, estudioso do protestantismo brasileiro, escreveu em 1931: "Sua característica peculiar é o fato de que se trata de um movimento inteiramente nacional, que nunca esteve eclesiasticamente sujeito ou foi financeiramente dependente de qualquer sociedade estrangeira e representa na América Latina uma tendência muito significativa, a saber, uma resposta de mentes ibero-americanas ao Evangelho que não pode ser atribuída à atividade missionária estrangeira".

### Fusão com a Igreja Cristã Evangélica do Brasil
Mesmo após terem-se mudado definitivamente para a escócia, Robert e Sarah Kalley continuaram com o coração no Brasil. Em 1892 Sarah Kalley e alguns amigos fundaram uma Missão para evangelizar o Brasil, a Help for Brazil. Em 1912 diversas Missões que já atuavam na América do Sul, inclusive a Help for Brazil, uniram-se, formando a União Evangélica Sul-Americana (UESA). Elas assim procederam para agirem mais eficientemente à decisão da primeira Conferência Missionária
Mundial, realizada em 1910, que excluiu a América Latina como campo missionário, achando que as populações, por serem católicas, não precisavam ser evangelizadas. Do esforço da UESA surgiu a Igreja Cristã Evangélica do Brasil, portanto fruto da atividade dos Kalley.
Sobre a Igreja Cristã Evangélica do Brasil pronunciou-se assim o veterano e experimentado
Presb. José Luiz Fernandes Braga Júnior: “Essa gente é de nosso pensar em tudo, exceto na imersão, modo de batizar que a Bíblia não especifica e é, portanto, livre”.
Em 1942, na cidade de Santos, procedeu-se a fusão entre os dois grupos: a União das Igrejas Evangélicas do Brasil (Governo Congregacional) e a Igreja Cristã Evangélica do Brasil, formando a União das Igrejas Evangélicas Congregacionais e Cristãs do Brasil (UIECCB).
Contudo, em 1960, com adesão de 51 igrejas, constituiu-se uma ala dissidente da UIECCB que se organizou sob o nome de União das Igrejas Evangélicas Congregacionais do Brasil. Discordavam da aceitação de dois modos de batismo praticados, o da aspersão e o da imersão, da diversidade no modo de governo entre as igrejas cristãs e congregacionais e da tolerância quanto a opiniões diferentes em relação à segurança da salvação.
Em janeiro de 1968, em Niterói, desfez-se a União das Igrejas Evangélicas Congregacionais e Cristãs do Brasil. À Igreja Cristã Evangélica do Brasil incorporaram-se todas as igrejas de Goiás e de Brasília e cidades satélites, metade das igrejas de São Paulo e uma igreja no Estado do Rio de Janeiro e outra no Estado de Minas Gerais. As igrejas congregacionais reuniram-se provisoriamente numa entidade designada pelo nome de Igreja Evangélica Congregacional do Brasil
Em janeiro de 1969 os dois ramos congregacionais se reagruparam sob o nome de União das Igrejas Evangélicas Congregacionais do Brasil.

### Fim da fusão e Congregacionalismo kalleyano hoje
A UIECB junto com a Aliança (Aliança das Igrejas Evangélicas Congregacionais do Brasil) constituem as duas principais e maiores fraternidades do Congregacionalismo brasileiro, dentre outras.
As igrejas originadas do trabalho de Kalley subscrevem como declaração de fé a Breve Exposição das Doutrinas Fundamentais do Cristianismo. A Aliança tem sua própria confissão, a Confissão de Fé Congregacional. Em geral, batizam adultos por aspersão, não batizam crianças e em seu corpo eclesiástico possuem pastores, presbíteros e diáconos.
Outros grupos congregacionalista com origem no trabalho de Kalley e Sarah são:
- Igreja Cristã Evangélica do Brasil, que por algum tempo esteve associada com a UIECB.
- Associação das Igrejas Evangélicas Congregacionais Conservadoras do Brasil (AIECCB) – formada em 1998 em uma assembleia realizada na Igreja Congregacional da Avenida Canal em Campina Grande, PB.
- Associação das Igrejas Congregacionais Kalleyanas (AICK) – formada em 2008, adota uma teologia estritamente calvinista. Considera-se um movimento de retorno ao pensamento Kalley, do qual a UIECB teria se afastado. Contudo, em certos pontos a AICK se distancia da tradição kalleyana, como na prática do pedobatismo, já que Kalley rejeitava essa prática. Além disso, uma vez que partindo unicamente da Breve Exposição não se pode chegar uma postura estritamente calvinista, adota também outros símbolos de fé, como a Declaração de Savoy e os Padrões de Westminster. Nisso também há outro afastamento em relação a Kalley, já que este pensou em uma associação de igrejas que tivessem por base a Breve Exposição, e, em seu ministério no Brasil não fez uso das Confissões de Fé tradicionais[11]
- Aliança das Igrejas Evangélicas Congregacionais Brasileiras
- Comunhão das Igrejas Bíblicas Congregacionais

A UIECB é um dos membros fundadores da Fraternidade Mundial Evangélica Congregacional.

## O Congregacionalismo "do sul do Brasil"
No sul do Brasil estavam radicados muitos alemães evangélicos em congregações independentes que se reuniam livremente. Parte destas congregações era de linha pietista e outra parte era formada por comunidades tradicionais e sem muita espiritualidade. A maioria dissidente da Igreja Luterana, e que mantiveram suas culturas e tradições.
Em 1938 o pastor Karl Spittler conheceu a Igreja Evangélica Congregacional da Argentina e uniu-se a ela com a comunidade de Linha Morengaba, Neu Wittemberg, hoje Panambi – RS.
Em Janeiro de 1942, em Linha Morengaba, juntamente com outras seis igreja independentes, fundou-se a Igreja Evangélica Congregacional do Brasil - IECB.
Os pastores pioneiros eram professores leigos ordenados pastores. Em 1948 o Instituto de Teologia da Argentina enviou os primeiros pastores congregacionais formados, a fim de darem continuidade ao trabalho dos pioneiros no Brasil.
Com a rápida expansão da Igreja foi solicitado à Igreja nos Estados Unidos o envio de um superintendente. Em 1961 foi fundado e construído no Brasil o Instituto Bíblico Evangélico Congregacional em Ijuí - RS.
Em 1970 os pastores brasileiros assumiram a direção da IECB. Nesse ano foi inserido o Curso Teológico no Instituto Bíblico, que passou a ser Seminário, com a faculdade de formar pastores. Esta entidade passou a chamar-se de: Instituto Bíblico e Seminário Evangélico Congregacional, sigla IBISEC.
A Igreja expandiu-se do RS para SC, PR, MS, MT e ao Paraguai, dando origem à Igreja Evangélica Congregacional do Paraguai.
Atualmente a IECB conta com 42 paróquias organizadas e mais de 60 pastores.